# Phymatopsallus
Phymatopsallus is een geslacht van wantsen uit de familie van de Miridae (Blindwantsen). Het geslacht werd voor het eerst wetenschappelijk beschreven door Knight in 1964.

## Soorten
Het genus bevat de volgende soorten:

- Phymatopsallus acaciae Knight, 1964
- Phymatopsallus chiricahuae Knight, 1964
- Phymatopsallus croceguttatus Knight, 1964
- Phymatopsallus croceus (Van Duzee, 1918)
- Phymatopsallus cuneopunctatus Knight, 1964
- Phymatopsallus dubiosus (Van Duzee, 1918)
- Phymatopsallus fulvipunctatus Knight, 1964
- Phymatopsallus fuscipunctatus Knight, 1964
- Phymatopsallus huachucae Knight, 1964
- Phymatopsallus longirostris Knight, 1964
- Phymatopsallus nicholi Knight, 1964
- Phymatopsallus pantherinus (Van Duzee, 1917)
- Phymatopsallus patagoniae Knight, 1964
- Phymatopsallus prosopidis Knight, 1968
- Phymatopsallus ribesi Knight, 1968
- Phymatopsallus rinconae Knight, 1964
- Phymatopsallus rubropunctatus Knight, 1964
- Phymatopsallus strombocarpae Knight, 1964
- Phymatopsallus texanus Knight, 1964
- Phymatopsallus tuberculatus (Van Duzee, 1923)
- Phymatopsallus viridescens Knight, 1964